# Alexis Gidos
Alexis Gidos (en grec : Ἀλέξιος Γίδος) est un important général byzantin de la fin du XIIe siècle. Il est le premier représentant de la famille Gidos, qui gagne alors en importance au sein de l'Empire.

## Biographie
Alexis Gidos apparaît dans les sources à l'occasion du sac de Thessalonique par les Normands en 1185. Il détient alors le titre de Grand domestique d'Orient, c'est-à-dire chef de l'armée byzantine en Anatolie,. Il semble avoir conservé cette fonction après le renversement d'Andronic Ier Comnène en 1185. Il réapparaît en 1194, sous le règne d'Isaac II Ange, quand il est envoyé combattre les Bulgares. Il est alors connu comme Grand Domestique d'Occident, tout en commandant toujours les troupes d'Orient, alors que Basile Vatatzès dirige celles d'Occident. Les deux généraux sont lourdement vaincus lors de la bataille d'Arcadiopolis et Alexis Gidos fait partie des rares Byzantins qui parviennent à s'échapper, non sans mal. Il disparaît ensuite des sources.
À la toute fin du XIXe siècle, l'historien grec Papadimitriou a émis l'hypothèse que le nom de famille Gidos serait d'origine latine. Gidos serait une forme hellénisée du nom latin Guido. D'autres hypothèses relient le patronyme Gidos ou Guy/Guido avec le conquérant normand du sud de l'Italie, Robert Guiscard, qui se rallie finalement à l'empereur byzantin Alexis Ier Comnène (1081-1118). Il pourrait s'être marié à une représentante de la famille impériale. En revanche, W. Hecht, dans un ouvrage de 1967, doute fortement de ces hypothèses. À l'époque d'Alexis Gidos, sa famille est pleinement byzantine et il est impossible d'établir une connexion solide avec Robert Guiscard. Dans tous les cas, les sources byzantines sont muettes à ce sujet. 
Une autre supposition trouve une origine grecque au patronyme Gidos, le rattachant au terme Gida signifiant chèvre.